# Landesgericht Klagenfurt

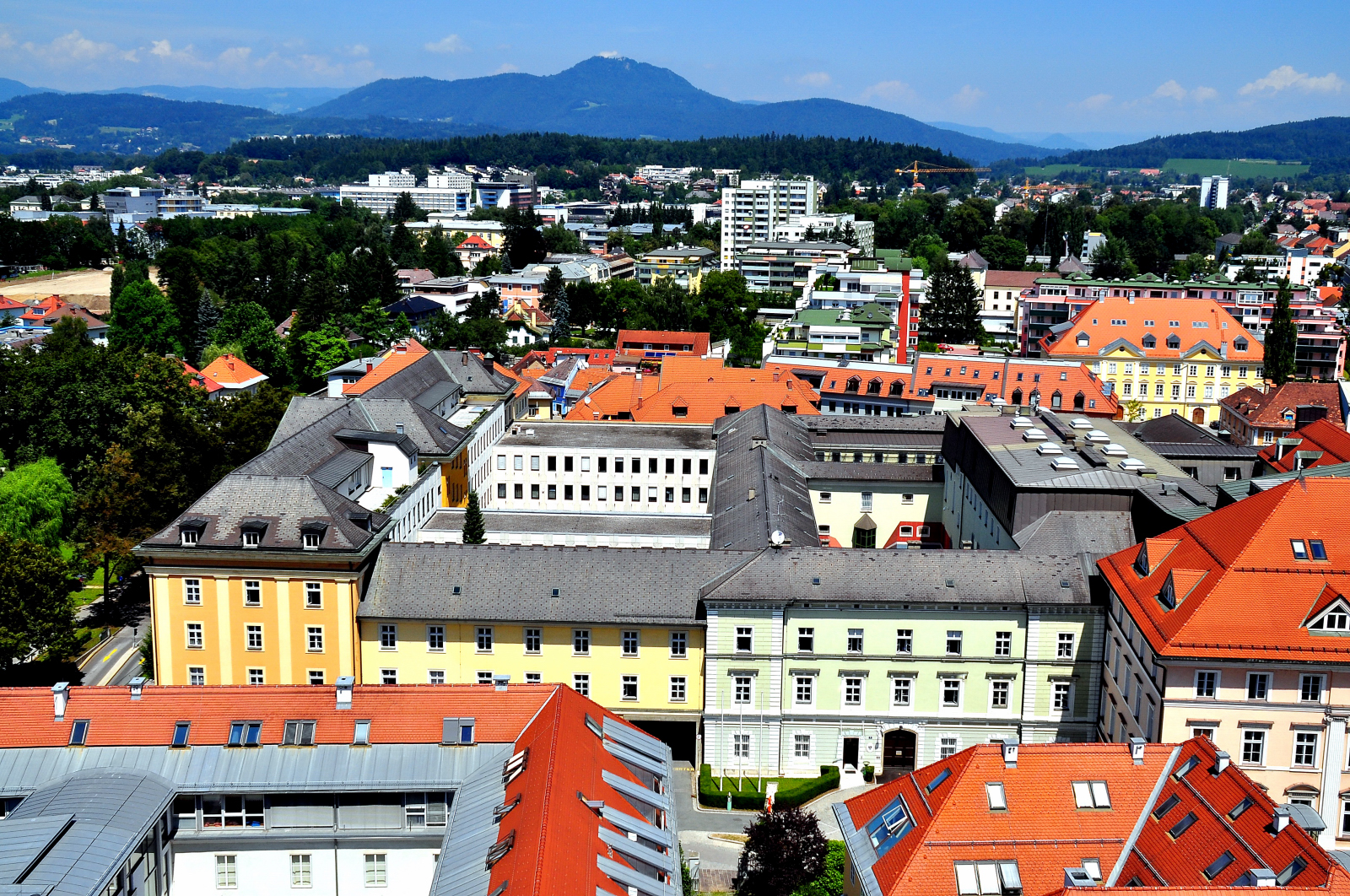
Landesgericht Klagenfurt

Das Landesgericht Klagenfurt ist ein Gericht in Klagenfurt. Sein Sprengel deckt sich mit der Fläche des Landes Kärnten. 

## Zuständigkeit
Als Landesgericht obliegt ihm in zweiter Instanz die Behandlung der Rechtsmittel gegen Entscheidungen der elf Kärntner Bezirksgerichte (vgl. Liste der Gerichtsbezirke in Kärnten). Grundsätzlich ist es für Zivilsachen bei einem Streitwert von über 15.000 € in erster Instanz zuständig. Bestimmte Rechtssachen fallen jedoch unabhängig vom Streitwert erstinstanzlich in die Zuständigkeit der Bezirksgerichte. Für Strafsachen ist es in erster Instanz zuständig, wenn die Strafandrohung über einem Jahr liegt. Bestimmte Strafsachen fallen auch bei geringerer Strafdrohung in seine Zuständigkeit.
Rechtsmittelinstanz für Entscheidungen des Landesgerichtes Klagenfurt ist das Oberlandesgericht Graz.

## Gerichtsgebäude
Das Gebäude des Landesgericht Klagenfurt im Norden der Klagenfurter Innenstadt bildet einen Komplex aus Gericht, Staatsanwaltschaft und Gefängnis (Justizanstalt Klagenfurt). Das Gerichtsgebäude ist ein breitgelagerter, viergeschoßiger Bau mit schlichter klassizierender Gliederung und Mittelrisalit mit Frontispiz vom Anfang des 20. Jahrhunderts. Nachdem das Gebäude des Landesgerichts mittlerweile schon deutlich veraltet ist, wird über einen Neubau beziehungsweise eine General- oder Detailsanierung diskutiert, wobei das Justizministerium bereits angekündigt hat, die Justizanstalt jedenfalls aus dem Stadtzentrum an die Peripherie Klagenfurts verlegen zu wollen.